# Vacuümpomp
Met een vacuümpomp kan vacuüm worden gegenereerd. De werking is dezelfde als een compressor, de toepassing is echter niet aan de perszijde, maar aan de aanzuigzijde. Het doel van de vacuümpomp is de lucht of een ander gas uit een ruimte te trekken, teneinde de druk ervan te verlagen. Het begrip "vacuümpomp" is dus eigenlijk foutief: het gaat hier om een compressor in plaats van een pomp.
De af te voeren gassen zijn onder andere deze:
- die aanwezig zijn bij het begin van de vacuümafzuiging (over het algemeen de atmosferische druk).
- natuurlijke ontgassing
- van eventuele lekken, van de permeabiliteit van de dichtingsringen of wanden
- vrijwillige toediening van gassen die gebruikt worden bij de vervaardiging van halfgeleiders
- uitdamping van vet.

## Gebruik van vacuümpompen
Vacuümpompen worden gebruikt in vele industriële en wetenschappelijke processen. De productie van de meeste soorten elektrische lampen, vacuümbuizen. Daar waar een apparaat opnieuw gevuld wordt met een specifiek gas of waar een gasmengsel moet worden geëvacueerd. Het geproduceerde vacuüm kan worden gebruikt om mechanische apparaten aan te drijven. In dieselauto's wordt een pomp, die op de nokkenas van de motor wordt aangesloten, gebruikt om vacuüm te genereren. Bij benzineauto's wordt het vacuüm als bijwerking van de aanzuig van de motor verkregen om als servo te dienen voor het rempedaal. In een vliegtuig wordt de vacuümbron gebruikt als aandrijving voor de gyroscopen in de diverse vluchtinstrumenten. Om het volledig verlies van instrumentatie in het geval van een elektrodefect te verhinderen, wordt een deel van het controlebord uitgerust met instrumenten die door elektriciteit worden aangedreven en een ander deel met instrumenten die door een vacuümbron worden aangedreven.

## Geschiedenis
De Duitse natuurkundige Otto von Guericke (1602-1686) heeft in 1649 de vacuümpomp uitgevonden. Hij studeerde te Leipzig, Helmstedt, Jena en te Leiden wis- en natuurkunde. Von Guericke was onder meer uitvinder van de vacuümpomp en ontdekte het verband tussen de luchtdruk en het weer. Beroemd is zijn experiment van de Maagdenburger halve bollen. Hierbij werden twee halve bollen zonder verdere bevestiging tegen elkaar aan geplaatst, zodat de ruimte tussen beide in luchtdicht was, en deze werd vervolgens vacuüm gepompt. Hierna bleek het onmogelijk, zelfs niet met behulp van een stel paarden, om deze weer van elkaar te scheiden. Hiermee was de kracht van de luchtdruk aangetoond.
Robert Boyle gaf opdracht aan Robert Hooke om de vacuümpomp van Von Guericke te verbeteren door de zuiger te voorzien van een zwengel. 

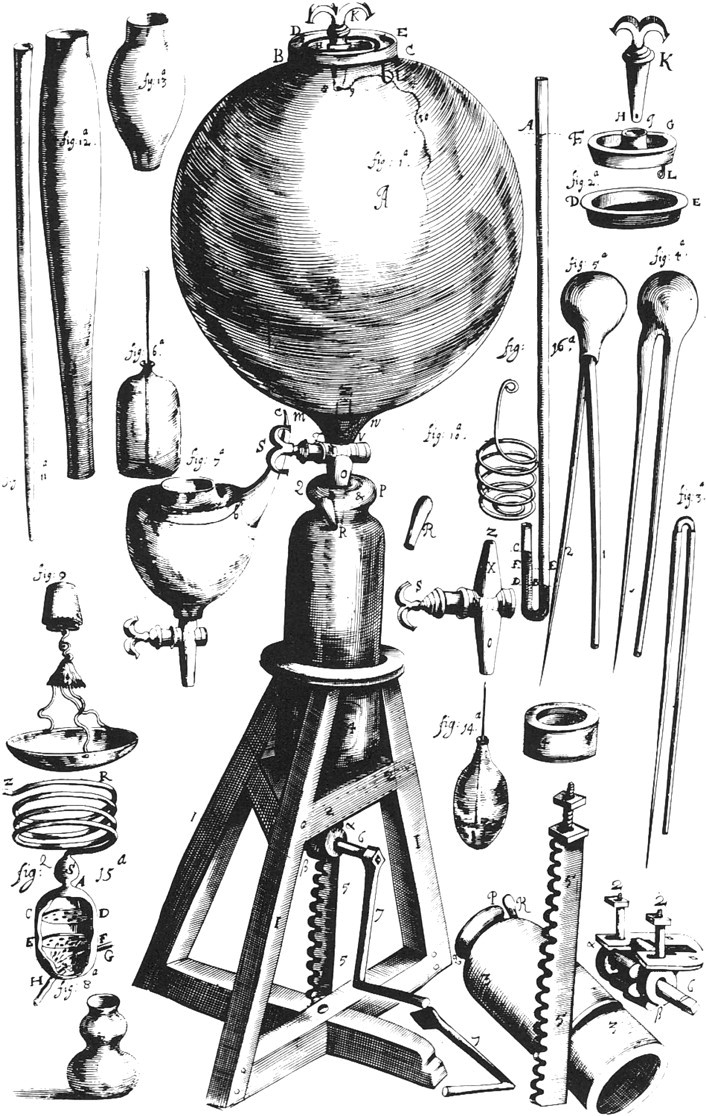
Boyle's air pump

 Hierdoor kon meer kracht worden uitgeoefend, waardoor er een dieper vacuüm werd bereikt. Het onderzoek dat Boyle hiermee verrichtte, leidde tot de wet van Boyle. Christiaan Huygens droeg deze kennis, die hij van de Engelse koninklijke academie had meegenomen, over aan de Franse koninklijke academie, waar Mariotte de proeven van Boyle bevestigde.
In 1855 vond de Duitse glasblazer Heinrich Geißler (1814-1879) de kwikvacuümpomp uit waarmee een hoger vacuüm gehaald kon worden dan met standaard zuigerpompen. Zo haalde hij een recordvacuüm van ongeveer 10 pascal (0,1 torr). Een andere Duitser, Hermann Sprengel, voerde belangrijke verbeteringen door op Geißlers ontwerp. In 1870 wist de Engelse wetenschapper William Crookes een kwikvacuüm-systeem te maken waar hij een vacuüm mee kon produceren van 1 miljoenste atmosfeer. Deze ontwikkelingen in vacuümtechniek zouden leiden tot de uitvinding van onder andere de gasontladingslamp, de gloeilamp van Edison en de elektronenbuis. Nadeel van deze pompen was hun lage pompsnelheid.
Belangrijke ontwikkelingen op het gebied van vacuümpompen waren er in de eerste twintig jaar van de twintigste eeuw. In 1905 ontwikkelde Wolfgang Gaede de gaedepomp, die de basis vormde voor de latere veel toegepaste draaischuifpomp. En in 1913 vond hij ook de kwikdiffusiepomp uit, die in 1916 door Irving Langmuir werd verbeterd. Op een later moment werd het kwik vervangen door olie.

## Typen vacuüm
Het maximale vacuüm of maximale onderdruk of het luchtledige is een ruimte waarin geen lucht of ander gas aanwezig is. In die ruimte bedraagt de druk derhalve (nagenoeg) 0 pascal. In de techniek is vacuüm een ruimte met lagere druk dan de druk van de buitenlucht. Een ander woord ervoor is onderdruk. Deze verloopt dan van 0 tot 1 bar ofwel tussen 0 en 100 000 pascal (Pa).
Naargelang van de grootte van het vacuüm, wordt het vacuüm in vier klassen ingedeeld:
- laag of grof vacuüm: 105 (atmosferische druk) tot 102 Pa
- midden- of fijn vacuüm: 102 tot 10−1 Pa
- hoog vacuüm: 10−1 tot 10−5 Pa
- ultrahoog vacuüm: minder dan 10−5 Pa

Om de grootte van een vacuüm uit te drukken wordt vaak de (verouderde) eenheid torr (≈ mm Hg) gebruikt.

## Soorten pompen

### Zelfaanzuigendecentrifugaalpompen

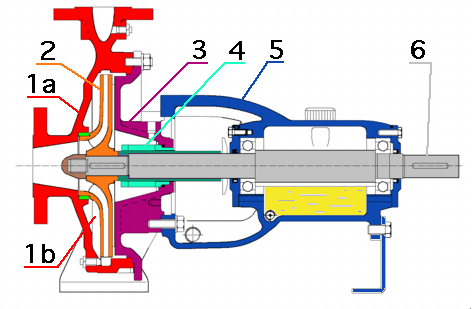
1a, 3, 5: Behuizing, 2.: Waaier, 4: Vloeistofkering, 6: Draaias

Een zelfaanzuigende centrifugaalpomp is een type turbopomp, die een vloeistof verpompt met een draaiend rad (rotor of waaier). Centrifugaalpompen verpompen de vloeistof door middel van centrifugaalkrachten. Dit betekent ook dat een pomp van dit type niet zelf aan kan zuigen als de rotor niet omringd is met vloeistof. De eenvoudigste centrifugaalpomp bestaat uit een waaier die in een pomphuis kan ronddraaien. Op het pomphuis zijn de zuigleiding en de persleiding aangesloten. Op de waaier staan de schoepen. De schoepen zijn meestal naar achtergebogen. Als de waaier gaat draaien krijgt de vloeistof, die in de waaier zit, een tangentiële snelheid (= snelheid in de richting van de cirkelomtrek). De middelpuntvliedende kracht of ook wel de centrifugale kracht die hier bij optreedt, zorgt ervoor dat de vloeistof naar de buitenomtrek van de waaier gedrukt wordt. Hierbij wordt de mechanische energie (de rotatie van de waaier) omgezet in potentiële en kinetische energie.

### Vloeistofringvacuümpompen

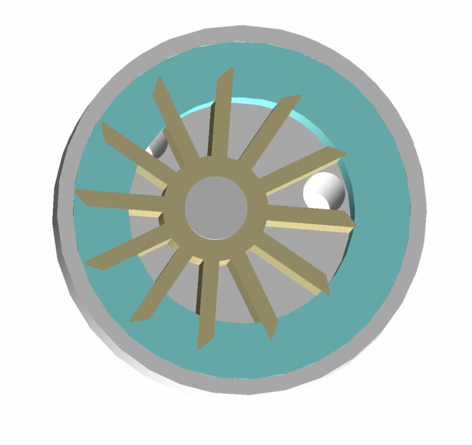
Principe van een Vloeistofring-vacuümpomp

Vloeistofringvacuümpompen zijn vacuümpompen. Zij bestaan enkeltraps en dubbeltraps. De eenvoudige constructie van de vloeistofringvacuümpomp zorgt voor een bedrijfszekere werking. Door het ontbreken van kleppen, schotten of andere bewegende onderdelen treedt (bijna) geen slijtage op en is er een laag geluidsniveau. De waaier is het enige ronddraaiende deel en dit werkt contactvrij. De pompen zijn geschikt om zelfs grote volumes dampen, condenseerbare gassen en vloeistoffen te verpompen zonder gevolgen voor capaciteit of mechanische betrouwbaarheid. Als spervloeistof voor de pomp kan water gebruikt worden, maar ook andere vloeistoffen zoals olie, glycol of oplosmiddelen. Met zuiver water als spervloeistof wordt het af te zuigen gas of lucht als het ware schoon gewassen in de pomp. In tegenstelling tot andere typen vacuümpompen is de uitgeblazen lucht dan ook 100% olievrij en vrij van koolstof of plastic deeltjes.
- Vacuüm lager dan 33 mbar(a) kunnen bereikt worden. Vloeistofringvacuümpompen in combinatie met ejectoren en/of vacuümboosters kunnen een vacuüm bereiken lager dan 1 mbar(a).
- Er is echter één nadeel aan verbonden, er is namelijk een vloeistof nodig die eventueel moet afgevoerd worden.

### Rootsblowers

Een Rootsvacuümpomp

Een Rootscompressor of Rootsblower is een positieve verdringingspomp voor gassen. Deze vacuümpomp vindt zijn toepassing als vacuümbooster, als 1e trap in combinatie met een klassieke vacuümpomp. De vroegere modellen hadden twee lobben. De nieuwe generatie Rootscompressoren zijn allemaal drielobbig. Het voordeel van de drielobs is minder geluidsproductie. Drielobs zijn wel duurder in aanschaf.
Rootsvacuümpompen worden gebruikt in het ruw vacuüm segment. Tussen de 80 mbar en 0,01 mbar zijn de pompen energietechnisch zeer goed. Een laag energieverbruik gecombineerd met een hoge opbrengst. Om dit te bekomen worden de pompen in serie geplaatst met een andere pomp, de zogenaamde backing pomp. Vaak wordt hiervoor een oliegesmeerde schottenpomp of een vloeistofringvacuümpomp gebruikt.

### Membraanvacuümpomp
Een diafragmacompressor of membraancompressor is een variant van de klassieke zuigercompressor met zijn draag- en zuigerringen en zijn stangpakking. In plaats van deze zuiger gebeurt de compressie van het gas door het heen en weer bewegen van een soepel membraan , aangedreven door een kruk-drijfstang mechanisme. Alleen het membraan en het huis komen in contact met het afgepompte gas, zodat deze constructie uitermate geschikt is voor vacuüm. Een andere toepassing is voor de productie van olievrije perslucht. De gebruikte techniek komt overeen met die van de membraanpomp.

### Palettenpompen voor lage vacuümniveaus

Schematische voorstelling Schottenpomp

Schottenpompen of palettenpompen zijn pompen die ook gebruikt worden voor vacuüm. De pompen hebben een redelijk rendement, kunnen tot redelijk lage drukken worden gebruikt en zijn qua aanschaf en onderhoud gunstig. De aangedreven rotor van de pomp is excentrisch geplaatst in het huis. In de rotor zijn schotten geplaatst, die door veren, hydraulische druk of centrifugaalkracht naar buiten worden gedrukt tegen de "stator", het huis. Er worden dus telkens kamers gevormd tussen de rotor, de stator en twee schotten. Deze kamers worden tijdens het roteren groter en kleiner en verpompen op deze wijze de lucht. In de afbeelding worden twee schotten getoond, er zouden echter ook meer schotten in een schottenpomp zitten.

### Zuigerpompen

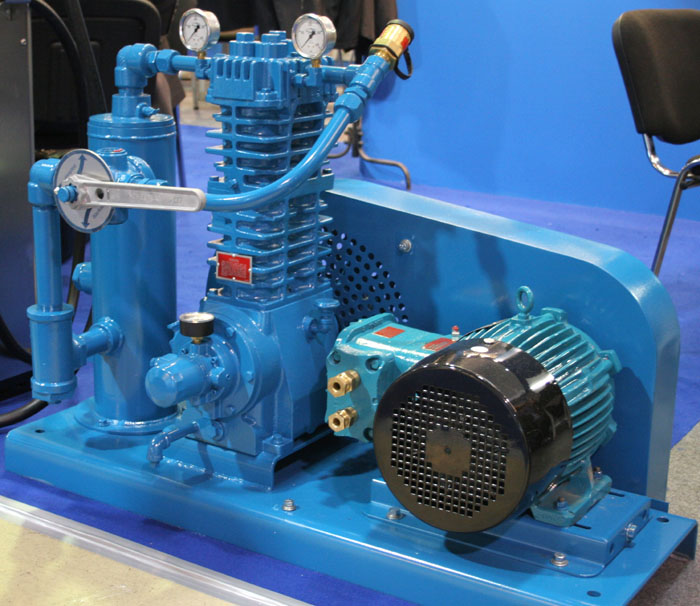
Zuigercompressor

Een zuigercompressor is de meest gebruikte type compressor. Er is een groot nadeel aan verbonden; er zit olie in de geproduceerde uitlaatlucht.

### Waterstraalpompen voor hogere vacuümniveaus

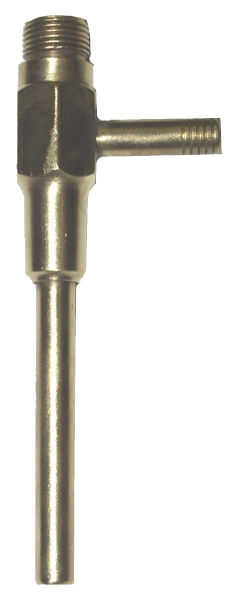
Een waterstraalpomp

Een waterstraalpomp is een zeer eenvoudige vacuümpomp waarmee in het laboratorium een zuigwerking kan worden verkregen. Een straal water spuit uit een straalstuk in een holle ruimte richting een wat wijdere afvoerbuis. Bij het wegstromen wordt de lucht in de holle ruimte meegetrokken. Een aansluiting op de zijkant in deze holle ruimte maakt het mogelijk deze zuigwerking te benutten. Het apparaat verbruikt veel water omdat het op de kraan wordt aangesloten en het vacuüm is niet hoog, zodat het gebruik beperkt is. Toepassingen: afzuigen van filters, bereiken van vacuüm (bijvoorbeeld in een jetstream, waarbij lucht mee met de waterstraal in de whirlpool wordt gezogen), etc. Het zuigen berust op het venturi-effect en de wet van Bernoulli.

### Stoomejector

Tekening van een typische moderne injector of ejector.

Een injector, ejector, stoomejector of stoominjector is een pomp die gebruikmaakt van het venturi-effect. Het motorfluïdum kan een vloeistof zijn, stoom of een ander gas.

### Zijkanaalventilatoren
De zijkanaalventilator werkt volgens het impulsprincipe. Hierbij wordt door een snel draaiende waaier snelheidsenergie afgegeven aan het gas en zodoende omgezet in een drukverschil. De luchtmoleculen worden steeds door de schoepen van de waaier in beweging gebracht en in het zogenaamde zijkanaal geduwd. Hierdoor ontstaat een spiraalvormige beweging van de lucht in het ventilatorhuis. De aan en afvoer van de lucht gebeurt via een geluiddemper waarin het geluidsniveau aanzienlijk wordt gereduceerd. Eigenschappen zijn:
- Contactvrije compressie
- Droge olievrije compressie
- Trillingsarme werking
- Toepasbaar als vacuümpomp en blower
- Capaciteiten tot 2000 m³/uur
- Drukverschillen van 0 tot 600 mbar
- Directgekoppelde elektromotor
- Zeer laag geluidsniveau
- Uitgevoerd in aluminium: laag gewicht en hoge corrosiebestendigheid

### Ionisatiesputterpompen
Een ionisatiesputterpomp (ook ionengetterpomp genoemd) maakt gebruik van het sputteren van een metalen gasbinder. Onder ideale condities kan de pomp een druk behalen van 10−11 mbar. Door een voltage aan te bieden over metalen worden gasdeeltjes uit het vacuüm aangetrokken.